# Ball State Cardinals

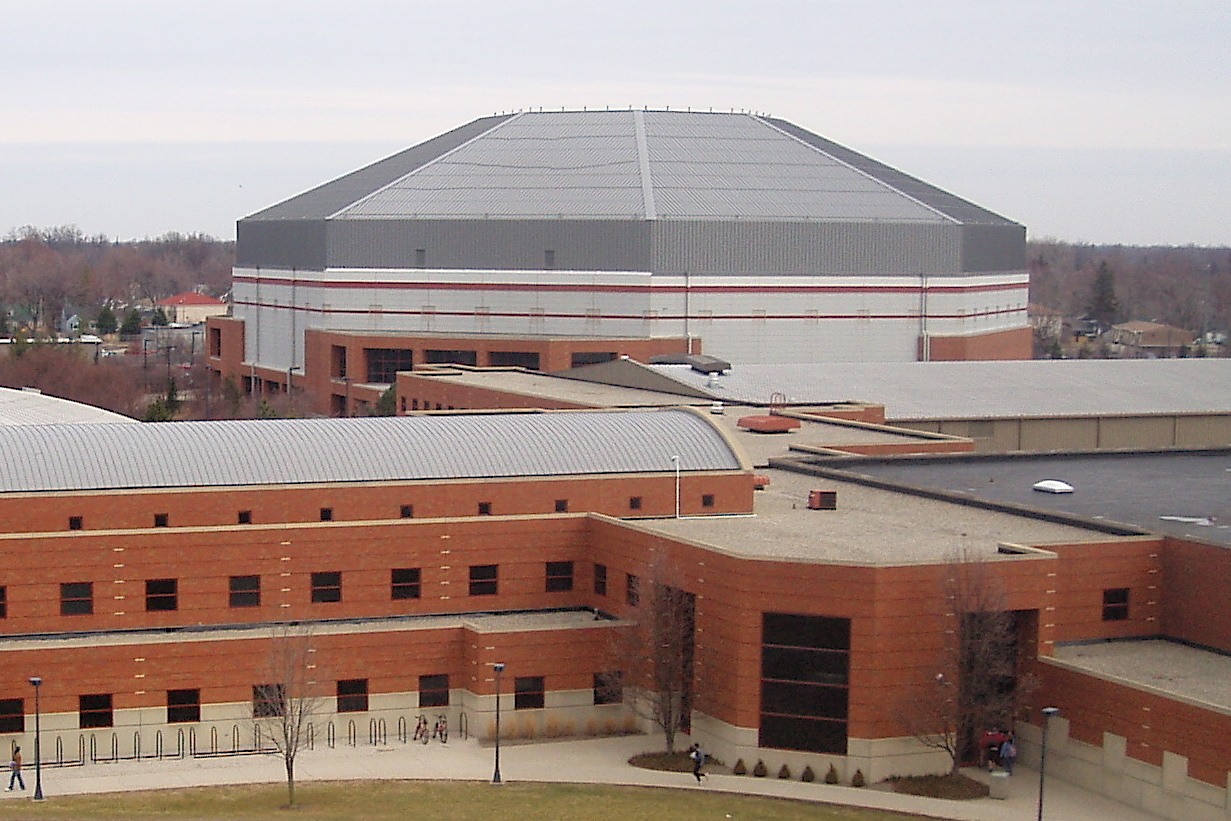
Worthen Arena

Ball State Cardinals (español: Cardenales de la Estatal Ball) es el equipo deportivo de la Universidad Estatal Ball, situada en Muncie, en el estado de Indiana. Los equipos de los Cardinals participan en las competiciones universitarias organizadas por la NCAA, y forma parte de la Mid-American Conference.

## Programa deportivo
Los Cardinals compiten en las siguientes modalidades deportivas:
| Masculinos - Baloncesto - Béisbol - Fútbol americano - Golf - Voleibol - Tenis - Natación | Femeninos - Baloncesto - Natación - Golf - Natación - Fútbol - Tenis - Atletismo - Softball - Voleibol - Hockey sobre hierba - Cross - Gimnasia |

### Baloncesto
Compiten desde la temporada 1920-1921. Su última aparición en la fase final de la NCAA data del año 2000. Solamente ha aportado 2 jugadores a la NBA en toda su historia, siendo el más conocido el exjugador de Houston Rockets Bonzi Wells.

#### Resultados en el torneo NCAA
Los Cardinals han llegado en 7 ocasiones a la fase final de la NCAA. Sus resultados totales son de 3 partidos ganados y 7 perdidos.
| Año  | Resultado        |
| ---- | ---------------- |
| 1981 | 1.ª ronda        |
| 1986 | 1.ª ronda        |
| 1989 | 2.ª ronda        |
| 1990 | Octavos de final |
| 1993 | 1.ª ronda        |
| 1995 | 1.ª ronda        |
| 2000 | 1.ª ronda        |

### Fútbol americano
Han ganado en 10 ocasiones el título de Conferencia, 5 de ellas perteneciendo ya a la Mid-American Conference. Han participado en 3 bowl games, perdiendo en las tres ocasiones. Han aportado a lo largo de la historia 8 jugadores a la NFL, 3 de los cuales compiten en la actualidad.